# Rocket Juice & the Moon
Rocket Juice & the Moon es un supergrupo musical formado el 2008. La banda consiste en Damon Albarn (cocreador de Gorillaz y vocalista de Blur y The Good, the Bad & the Queen), Flea (bajista de Red Hot Chili Peppers) y Tony Allen (anteriormente baterista y director de la banda de Fela Kuti, y actualmente en The Good, the Bad & the Queen).
La banda actuó por primera vez el 28 de octubre de 2011 en Cork, Irlanda. 
El álbum debut de la banda contiene 18 pistas y salió a la venta el 26 de marzo de 2012. Cuenta con las colaboraciones de Erykah Badu, Hypnotic Brass Ensemble, M.anifest y muchos otros.

## Listado de canciones
| N.º   | Título                                                                        | Duración |  |
| 1.    | «1-2-3-4-5-6»                                                                 | 3:04     |  |
| 2.    | «Hey, Shooter» (featuring. Erykah Badu, Hypnotic Brass Ensemble & Thundercat) | 4:10     |  |
| 3.    | «Lolo» (featuring. Fatoumata Diawara, Hypnotic Brass Ensemble & M.anifest)    | 5:03     |  |
| 4.    | «Night Watch»                                                                 | 2:12     |  |
| 5.    | «Forward Sweep»                                                               | 1:49     |  |
| 6.    | «Follow-Fashion» (featuring. Fatoumata Diawara & M.anifest)                   | 3:57     |  |
| 7.    | «Chop Up» (featuring. M.anifest & M3nsa)                                      | 2:37     |  |
| 8.    | «Poison»                                                                      | 3:24     |  |
| 9.    | «Extinguished» (featuring. Cheick Tidiane Seck)                               | 2:39     |  |
| 10.   | «Rotary Connection»                                                           | 2:02     |  |
| 11.   | «Check Out»                                                                   | 2:24     |  |
| 12.   | «There» (featuring. Cheick Tidiane Seck)                                      | 4:51     |  |
| 13.   | «Worries»                                                                     | 1:16     |  |
| 14.   | «Benko» (featuring. Fatoumata Diawara & Hypnotic Brass Ensemble)              | 2:34     |  |
| 15.   | «The Unfadable» (featuring. M.anifest)                                        | 2:57     |  |
| 16.   | «Dam(n)» (featuring. Erykah Badu & M.anifest)                                 | 2:26     |  |
| 17.   | «Fatherless»                                                                  | 3:00     |  |
| 18.   | «Leave-Taking» (featuring. Hypnotic Brass Ensemble)                           | 2:07     |  |
| 52:32 |                                                                               |          |  |

| Pistas adicionales iTunes |                                         |          |  |
| N.º                       | Título                                  | Duración |  |
| 19.                       | «Fatala» (featuring. Fatoumata Diawara) | 3:51     |  |
| 20.                       | «Manuela» (featuring. Erykah Badu)      | 5:21     |  |